# كرايغ ماكفيرسون
كرايغ ماكفيرسون (بالإنجليزية: Craig McPherson)‏ (27 مارس 1971 في المملكة المتحدة - ) هو لاعب كرة قدم بريطاني في مركز الوسط. لعب مع نادي فالكيرك ونادي كلايد ونادي أردريونيانز ونادي غرينوك مورتون.

## وصلات خارجية
- كرايغ ماكفيرسون على موقع قاعدة بيانات كرة القدم.إي يو (الإنجليزية)
- كرايغ ماكفيرسون على موقع Soccerbase.com (لاعب) (الإنجليزية)